# Patelloa meracanthae
Patelloa meracanthae är en tvåvingeart som först beskrevs av Greene 1921.  Patelloa meracanthae ingår i släktet Patelloa och familjen parasitflugor.
Artens utbredningsområde är Virginia. Inga underarter finns listade i Catalogue of Life.